# Гагнеф
Гагнеф (на шведски: Gagnef) е малък град в централна Швеция, лен Даларна, в едноименната Гагнефска община. Разположен е около река Далелвен. Намира се на около 220 km на северозапад от столицата Стокхолм и на около 30 km на югозапад от Фалун. Има жп гара. Населението на града е 1049 жители според данни от преброяването през 2010 г.